# Sterope (figlia di Acasto)
Sterope è, nella mitologia greca, una figlia di Acasto, re di Iolco. Allorché Peleo si rifugiò alla corte di quest'ultimo, Astidamia, moglie di Acasto, che era innamorata dell'eroe, sostenne in una lettera che inviò Antigone, moglie di Peleo, c'egli voleva sposare la giovane, e ciò provocò il suicidio di quest'ultima.